# Campeonato Roraimense de Futebol de 2000
O Campeonato Roraimense de Futebol de 2000 foi a 45.ª edição do futebol de Roraima, contou com sete clubes e teve como campeão o Atlético Rio Negro Clube

## Participantes
- Atlético Roraima Clube (Boa Vista)
- Baré Esporte Clube (Boa Vista)
- Grêmio Atlético Sampaio 'GAS' (Boa Vista)
- Náutico Futebol Clube (Boa Vista)
- Atlético Progresso Clube (Mucajaí)
- Atlético Rio Negro Clube (Boa Vista)
- São Raimundo Esporte Clube (Boa Vista)